# خالد الحسن
خالد محمد سعيد الحسن (1928 – 1994) أحد قادة (حركة فتح)، وأحد رموز النضال الفلسطيني، وأحد المؤسسين، شغل عضو اللجنة المركزية لحركة فتح.

## نبذة عن حياته
ولد في بلدة إجزم في 13 فبراير 1928 وتوفي في المغرب في 9 أكتوبر 1994.
حصل على شهادة (المترك) من مدارس حيفا، إلتحق بكلية لندن للاقتصاد عام 1947. إلا أنه هجّر مع عائلته إثر النكبة عام 1948 إلى لبنان فسوريا ثم تفرقوا في الشتات.
عند تأسيس منظمة التحرير الفلسطينية زار أحمد الشقيري الكويت واجتمع مع الحكومة الكويتية والأمير لترتيب افتتاح مكتب منظمة التحرير، كما انه عقد اجتماعات مع أعيان الجالية الفلسطينية لإختيار مديراً لمكتب المنظمة، وكان هناك ثلاثة مرشحين خيري أبو الجبين ويحيى غنام وهو مرشح شعبي كبير كان رئيساً لقسم الزراعة في دائرة الأشغال، وخالد الحسن مرشح حركة فتح، وبدأ الشقيري يجري مشاورات مع مختلف الجهات والتجمعات الفلسطينية من أجل اختيار المدير، وبعد مشاورات عديدة وقع الاختيار على خيري أبو الجبين، مما دفع خالد الحسن ليناصب العداء للشقيري وأبو الجبين فيما بعد، إلا أن استقالة الشقيري بعد مؤتمر الخرطوم، واستلام فتح لزمام الامور في منظمة التحرير جعلت خالد الحسن، يتبوأ منصب رئيس الدائرة السياسية لمنظمة التحرير الفلسطينية وبذلك أصبح مسؤولًا عن أبو الجبين، فبادر إلى اقصائه عن العمل ثم تسلم مسؤولية التعبئة والتنظيم ما بين (1971–1974)، وتسلم رئاسة لجنة العلاقات الخارجية في المجلس الوطني الفلسطيني خاصة منذ العام 1968، واعتبر عضواً في اللجنة المركزية لحركة فتح منذ إنطلاقتها ورسمياً منذ العام 1967، أصبح عضواً في اللجنة التنفيذية لمنظمة التحرير الفلسطينية في عام 1969م؛ وتسلم منذ الثمانينيات مهمة الإعلام في حركة فتح.
بنى شبكة علاقات إقليمية ودولية واسعة؛ وشدد على أهمية النضال السياسي، والتعاطي مع الموقف الدولي بشأن القضية الفلسطينية؛ نادى بوضع الأراضي المحتلة تحت حماية الأمم المتحدة، وتشكيل حكومة فلسطينية مؤقتة تتولى التفاوض مع الاحتلال، حتى تُعفي منظمة الحرير من الاعتراف بإسرائيل. عارض اتفاقية أوسلو رغم انفتاحه على مسألة التسوية.
ترك الحسن ما يزيد عن عشرين كتابًا في الفكر والسّياسة. ومن كلماته المختارة: السياسة هي فن الصدق مع الشعب وفن المناورة مع العدو لتحقيق الممكن في إطار العدالة، إن الخطر القائم في بلادنا ونعاني منه منذ الحرب الصليبية هو خطر الغرب في عهد الإقطاع وفي عهد الرأسمالية الصغيرة والآن في عهد الرأسمالية العملاقة... خطر الاستعمار الذي يمثل تغيير ككل ما في مجتمعاتنا من قيم لصالح قيمه ليتمكن من جعل مصالحه الاقتصادية مستقرة على حساب مصالح شعوب العالم الثالث ومنها الأمة العربية.
- عندما نتحدث عن السلام لا بد أن نقرن كلمة «سلام» بكلمة «عدالة» فالسلام المطلوب أمريكياً وصهيونياً هو الاستسلام لأن السلام بدون عدل هو استسلام.
- مبادئ «فتح» إنما أنشأت أصلاً لتحقيق حقنا في العودة إلى وطننا... وربما يقوم جزء من حركة «فتح» بالتحول إلى حزب سياسي داخل الكيان الفلسطيني الذي سينشأ بعد انسحاب إسرائيلي من الأراضي المحتلة عام 1967 إلا أن طبيعة المرحلة تقتضي انفصال «حركة العودة» عن حركة «بناء الدولة» لأننا غير ملزمين بما يتم التوقيع عليه إذا كان فيه مصادرة لحق العودة.